# 新保かずみ
新保 かずみ（しんぼ かずみ、1972年1月28日 - ）は、日本で活動していたニュースキャスター。

## 来歴
東京都出身。セントラル・オクラホマ大学卒業（経済学専攻）。
エイミック投信投資顧問、JPモルガンに勤務した後、セント・フォース所属のニュースキャスターとして活動（2012年3月まで在籍）。証券アナリスト（日本証券アナリスト協会検定会員）、ファイナンシャル・プランナー（ファイナンシャル・プランニング技能士）の資格を有する。

## 出演

### テレビ番組
- Morning Access ビーエス朝!（BS朝日）[1]
- TXNニュースアイ（テレビ東京）[1]
- マネー＆ワールド（日経CNBC）[2]
- 2時ピタッ!（TBS）[3]
- ダイワ・証券情報TV放送番組 - キャスター[4]

### ネット配信番組
- 映像部ブログ 外資証券OLかずみのロハススタイル（Gyao）[3]